# Dolmen de la Pastora

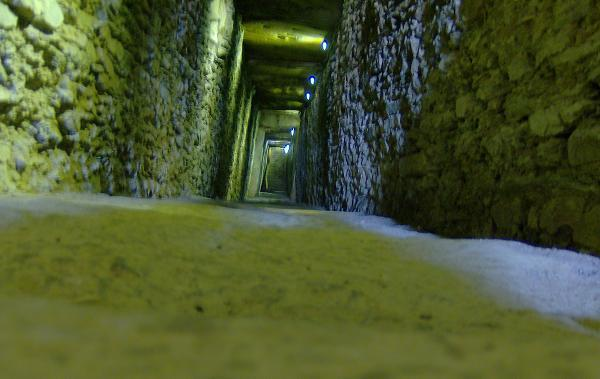
Entrada al dolmen.

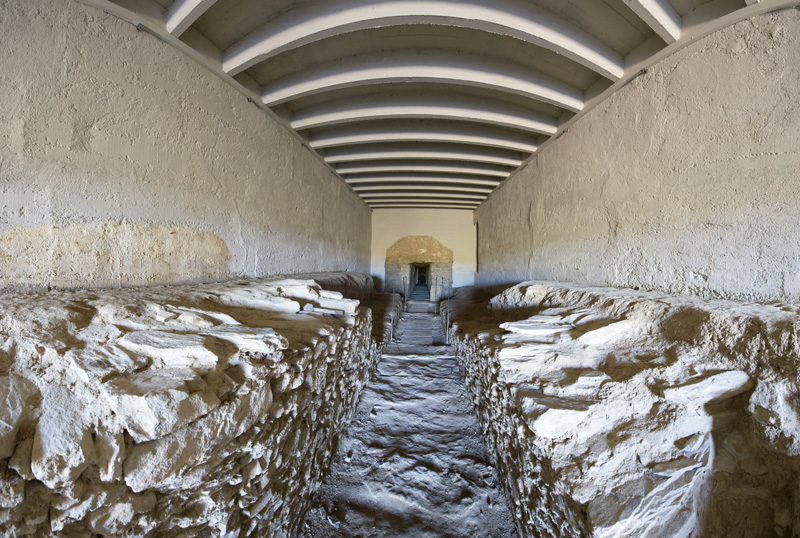
Corredor del dolmen.

El dolmen de la Pastora se encuentra ubicado en el pueblo de Valencina de la Concepción, Sevilla.
Descubierto en 1860, se trata de un tholos con un largo corredor que termina con una cámara circular al fondo. La cubierta y el suelo están construidos con grandes losas; sus paredes son de lajas de pizarra que en la cámara conforman una falsa cúpula por aproximación de hiladas. El corredor se divide en tres tramos separados entre sí por losas sobresalientes a modo de puertas y escalón. El tramo inicial se ha conservado muy mal con lo que ha desaparecido la cubierta y parte de los muros laterales. La orientación de su entrada mirando hacia Poniente es distinta al resto de megalitos andaluces con acceso desde levante. 
Este dolmen es el conjunto de varios dólmenes que tiene Valencina de la Concepción y que se pueden visitar.